# 国民革命军第三十七军
国民革命军第三十七军是國民革命軍所轄的軍事力量，曾三度組建。最初該番號為地方軍閥部隊所用，至抗戰期間中央化，最後成為中國青年軍運用的部隊番號。

## 安徽軍閥系統
1925年冬浙奉战争后，孫傳芳委陈调元为安徽军务善后督办率江苏陆军第6师入皖，收编了皖军第1混成旅，成為皖軍總司令。陳調元在1926年指揮江苏陆军第6师与安徽陆军第1、2、4混成旅，任九江上游前敌总司令，與國民革命軍交戰。北伐军攻打南昌时，陈调元在九江故意按兵不动。1926年11月敗於國民革命軍第七軍退回到南京。由於孫傳芳的主力在江西省的北伐戰役中遭到重創，認為孫傳芳統治已將不保的陳調元在1927年3月孙传芳退往扬州后，即與武汉國民政府進行談判，並決定所部北洋陆军第六师与安徽陆军第1、2、4混成旅投誠改編，更名為國民革命軍第三十七軍。改編時，所轄部隊包括：
- 军长陈调元
- 军参谋长李梅继
- 第1师，师长岳盛宣
- 第2师，师长丁瀚东
- 第3师，师长安树珊
- 教导旅

蒋介石派黄埔一期王君培上校带着80多个青年学生到该军成立了政治训练处。第三十七军1927年6月北渡长江参与北伐，打到山东南部。1927年7、8月孙传芳与张宗昌组成联军反攻，第三十七军撤回芜湖。1932年11月，第三十七军新增编一个教导师，军参谋长李梅继兼任师长，陈调元又任命原广州国民政府驻上海的代表何成濬的同学兼同乡范熙绩为副军长，来加强与蒋介石方面的联系。1928年4月，在第一集团军第二军团序列中参与二次北伐，北上一直打到河北滦县。
1928年編遣會議後，第三十七軍編制撤消，部隊縮編為一师一旅，其後續的情況如下：
- 第三十七军第二、第三师和教导师被缩编为國民革命軍第46師，下轄136、137、138旅，由范熙绩担任师长。1930年开始在皖西剿共。鄂豫皖苏区第二次反围剿，红一军在东西香火岭重创第四十六师三个团，俘1000余人、缴枪支1700余支。第四十六师退守六安城。1931年2月15日腊月廿八日午夜，46師第138旅第272团地下党负责人、黄埔四期生、营长魏孟贤发动“六安兵暴”，击毙安徽省警备第二旅旅长陈孝思及该旅参谋长、第272团团长杨慕铭，第四十六师前敌总指挥兼第138旅旅长陈众孚被击穿膝盖，起以部队改编为红军教导第2师第一团第一、第三营，1931年4月改编为红四军第十二师36团。[2]参加起义的营部传令兵孔庆德后为中国人民解放军开国中将。第138旅由于成建制叛变事件，剩余官兵全部被遣散，重建新的第138旅；46師师长范熙绩引咎辞职，岳盛宣接任师长。1932年春夏的苏家埠战役，第四十六师6个团被全歼，两个旅长被俘杀，國民革命軍第55師在此戰役也损失了一个旅。46師留守部队被缩编为國民革命軍獨立第43旅，旅长刘震清。1934年12月，红十军团出击浙皖边，55師和独43旅奉命前去围堵。1936年独43旅编入驻浦镇的國民革命軍第85师，並更名為國民革命軍第255旅。
- 第三十七第一师被缩编为國民革命軍新编第一旅，由岳盛宣担任旅长。一年后，從原孙传芳投降的九个师缩编整併的國民革命軍47師抽出三个团补入新1旅，使部隊擴編成2個旅規模，升格為國民革命軍第55師，由原本山東軍閥张宗昌直魯聯軍將領，同時也是北伐戰爭時代擔任三十七軍參謀長的阮肇昌担任中將师长。1931年在赣东北围剿方志敏红军。抗战时該師扩编为第六十九军，在淞滬會戰因折損重大軍級單位撤銷，部隊遭到陳誠的土木系收編，改隸於国民革命军第五十四军下，隨後調入第九十四、第十八军，1945年1月被裁撤，官兵全部补入十八軍編制下的國民革命軍第118师。

## 湖南軍閥系統
1926年8月，湖南軍閥贺耀祖所率領的湖南陸軍第1师先是與當時湖南省當權者赵恒惕合作擊敗唐生智，但是最後敗於國民政府北伐軍，賀耀祖的部隊最後投降新桂系，成為國民革命軍第七軍獨立第2师。獨立第2師在後來從第七軍中獨立，成為國民革命軍第四十軍，賀耀祖因五三慘案牽連遭到撤職，四十軍指揮權由副軍長毛炳文接替，在北伐戰爭結束後四十軍縮編為國民革命軍第8師，毛炳文擔任該師師長。在民國二十一年（1932），因江西剿共戰爭所需，軍隊編制擴張。8月，以國民革命軍第8師為基礎建立國民革命軍第三十七军，所轄部隊包括：
- 军长毛炳文、副軍長許克祥
- 第8师，师长毛炳文兼任
- 第24师，师长许克祥

三十七軍参加了对中央苏区围剿和红军南方三年游击战的清剿作战。1936年由江西调甘肃阻击红军三个方面军会师、围剿红军西路军。
民國二十六年（1937）8月，由甘肃调上海投入淞沪会战。後因損失過重撤出上海戰場，在整補過程中部隊遭到拆分，第24师轉入國民革命軍第二十七軍，第8师轉入國民革命軍第七十六軍。

## 中央軍系統
1938年初，三十七軍編入部隊恢復戰力，隶属國民革命軍第32集团军：
- 军长毛炳文（1938年6月调任湘鄂川黔边区绥靖公署副主任），由黃國樑继任
- 副军长許克祥
- 第50师：从國民革命軍第二十二軍调入。师长成光耀
- 第197师：新组建。師長丁炳權

重編後的三十七軍，雖然高層仍然是舊三十七軍時代人員，但下層部隊已非全湖南地方軍隊組成，成為半中央化部隊。1938年9月开赴湖北，轉隶属汤恩伯指揮的第31集团军参加武汉会战。武汉會戰后调入江西省，轉隸第15集团军，編入國民革命軍第95師（師長羅奇），民國二十八年（1939）初副軍長由黃埔軍校第一期生陳沛擔任後，部隊的湖南系高階將官已全面退場，成為中央化部隊。因黃國樑轉任國民革命軍六十五軍，軍長一職一度由15集團軍總司令關麟徵兼任，後由副軍長陳沛接任。
由於陳沛與陳誠的派系紐帶關係較深，三十七軍逐漸被土木系吸收，成為陳誠派系色彩較重的中央軍。三十七軍後参加了第一次长沙会战、第二次长沙会战、第三次长沙会战、浙赣路会战、常德会战、常衡会战和桂柳会战、湘粤赣边区之作战。民國三十四年（1945）6月，在江西省西部因追擊日軍作戰指揮不利，軍長羅奇遭到撤職轉任陆军第2集训处副处长，三十七軍遭到裁撤。

## 中國青年軍系統
1949年春为固守大上海，青年军第202、第204、第209师合编组成第三十七军，隶属淞沪警备司令部：
- 军长罗泽闿（黄埔六期、陆军大学正则班第十一期、胡宗南的十三太保之一）
- 第202师，师长王大均（1948年12月）、孙金铭（1949年5月）
- 第204师，师长蓝啸声（1907-1982，广东大埔人，黄埔军校潮州分校第二期，比照黄埔四期）、万宅仁（1949年5月，1904-？，安徽东至人。黄埔六期步科。汤恩伯第十三军出身，抗战中期任暂编第16师副师长、师长。1944年任第89师师长。1947年4月3日在柳河县红石镇遭伏击被全歼。1948年到汤恩伯手下任浙江省第六区行政督察专员兼保安司令，1949年任青年军第204师（重建）师长。赴台）
- 第209师，1948年1月由整编第202师第2旅改称。师长方懋楷（1910－1962，安徽寿县人，黄埔七期，后任中央军校炮兵处少将教官）

### 上海戰役遭遺留上海
1949年4月渡江战役时与第五十二军、第七十五军担任苏州与上海的长江防线。解放军渡江后，上海战役中逐步退守上海西郊和浦东核心阵地守备。当时浦东有四个军，从战场上败下来的第二十一军和第五十一军残部奉命掩护第三十七军左右两翼，第五十四军被浦东兵团指挥官阙汉骞放在二线。
第二十一军和第五十一军阵地先后被突破后，羅澤闓命令自军长以下各级指挥官全都上一线带着部队冲锋反击，夺回了几个阵地。羅澤闓向汤恩伯说浦东一定能守住。汤恩伯命令把这个军调到浦西。
汤恩伯下达从上海撤军的命令时，羅澤闓主动表示愿意指挥该军余部坚守上海，给各路友军争取撤退的时间。汤恩伯临走时告诉罗：等中央军撤离后，一些杂牌部队留下来掩护第三十七军撤退。汤走后羅澤闓发现撤退计划中没有第三十七军的任何部队。羅召来副军长和幾名幕僚登上了货轮赴台，该军部队煙消雲散。